# Локхед, Тони
То́ни Джеймс Ло́кхед (англ. Tony James Lochhead; 12 января 1982, Тауранга, Новая Зеландия) — новозеландский футболист, левый защитник.

## Клубная карьера
Во время обучения в Калифорнийском университете в Санта-Барбаре в 2001—2004 годах Локхед играл за университетскую футбольную команду в Национальной ассоциации студенческого спорта. В 2004 году также выступал за команду одной из низших лиг США «Ориндж Каунти Блю Стар».
На Супердрафте MLS 2005 Локхед был выбран в третьем раунде под общим 33-м номером клубом «Нью-Инглэнд Революшн». Провёл в составе «Нью-Инглэнд Революшн» два сезона.
В 2007 году Локхед вернулся в Новую Зеландию и присоединился к клубу «Веллингтон Феникс», за который выступал в течение в шести лет.
В январе 2014 года Локхед вернулся MLS, подписав контракт с клубом «Чивас США». По окончании сезона «Чивас США» был распущен, Локхед был доступен Драфте расформирования 2014, но выбран не был.

## Национальная сборная
В национальной сборной Тони Локхед дебютировал 12 октября 2003 года в товарищеском матче со сборной Ирана. Всего за сборную он провёл 47 матчей и забил один гол. Локхед принимал участие в составе Новой Зеландии в чемпионате мира 2010.